# دامیان پرز
دامیان پرز (اسپانیایی: Damián Pérez‎؛ زادهٔ ۲۲ دسامبر ۱۹۸۸) بازیکن فوتبال اهل آرژانتین است.

## باشگاهی
از باشگاه‌هایی که در آن بازی کرده‌است می‌توان به باشگاه فوتبال گودوی کروز، باشگاه فوتبال ولز سارسفیلد، باشگاه فوتبال اسپورتینگ خیخون، و باشگاه فوتبال آرسنال ساراندی اشاره کرد.